# Maison natale de Jean-François Millet
 (juin 2022).
Ne doit pas être confondu avec Maison-atelier de Jean-François Millet.
La maison natale de Jean-François Millet se situe à Gruchy, hameau de la commune de Gréville-Hague, dans la presqu’île de la Hague en Normandie. Aujourd’hui restaurée, elle évoque l’enfance et la formation du peintre.

## Historique
Né le 4 octobre 1814 au hameau Gruchy, Jean-François Millet, issu d’une famille paysanne, eut une enfance très heureuse. Le climat familial était marqué par le sentiment religieux et le rigorisme moral.
Son père, étonné de ses dessins, remarqua le talent de son fils et l’emmena à Cherbourg où il rencontra M. Mouchel dit Dumouchel qui fut son premier maître. Il y resta deux ans en faisant des retours au hameau Gruchy afin de travailler à la ferme.
Après la mort de son père, Jean-François Millet trouva un autre maître en la personne de M. Langlois de Chevreville.
Un peu plus tard, il obtient une bourse par la mairie de Cherbourg et le Conseil général de la Manche. Ce qui lui permit à 23 ans de partir pour Paris afin de poursuivre ses études en peinture à l’école des Beaux Arts où il aura pour instructeur le peintre historique Paul Delaroche. Millet qui ne se mêlait pas à la population parisienne fut surnommé « l’homme des bois ». En 1837, Millet quitta cette école considérant n’avoir rien appris et préféra plutôt admirer au Louvre des auteurs réalistes comme Le Caravage, Vermeer, Velasquez et Chardin.
À Cherbourg en 1841, Jean-François Millet se marie avec Pauline-Virginie Ono. Celle-ci meurt trois ans plus tard. Un an après son décès, il rencontra Catherine Lemaire et l’épouse. Ils eurent neuf enfants.
Pour subvenir aux besoins de cette famille grandissante, Millet peint des femmes nues, un sujet populaire. Sous l’influence de sa grand-mère qui considère qu’il doit être un chrétien avant d’être un peintre, il abandonne le nu.
Millet sentit que la paix du paysage et le travail des paysans étaient sa vocation. Il ne se fera jamais à la vie parisienne et consentit à suivre son ami Charles Jacque au village de Barbizon en lisière de la forêt de Fontainebleau. Il s’y installera donc et deviendra, avec Théodore Rousseau, l’un des chefs de file de l’École de Barbizon.
À plusieurs occasions, Millet revint dans sa Hague natale pour se replonger dans l’environnement de son enfance. Il y réalisa croquis et dessins de paysages et de personnages qui se retrouvent, sans souci de rigueur ethnologique, dans ses peintures.
Il meurt à Barbizon le 20 janvier 1875 et est enterré au cimetière de Chailly.

## Collections et visite
Aujourd’hui ouverte au public, la maison natale de Jean-François Millet appartient  au réseau départemental des sites et musées de la Manche mis en place, géré et animé par le conseil général. La maison détruite en 1944 fut restaurée.
Elle permet de découvrir la condition paysanne de l’époque ainsi le contexte politique, culturel et scientifique de la société qui a vu naître Jean-François Millet et a influencé toute son œuvre. C’est « un fils de paysan qui peint des paysans ».
Une salle commune d’une maison paysanne du XIXe siècle évoque l’enfance du peintre. On y observe de nombreux objets de la vie quotidienne d’alors qui se retrouvent dans ses peintures : kannes à lait, sinot, grasset, etc.

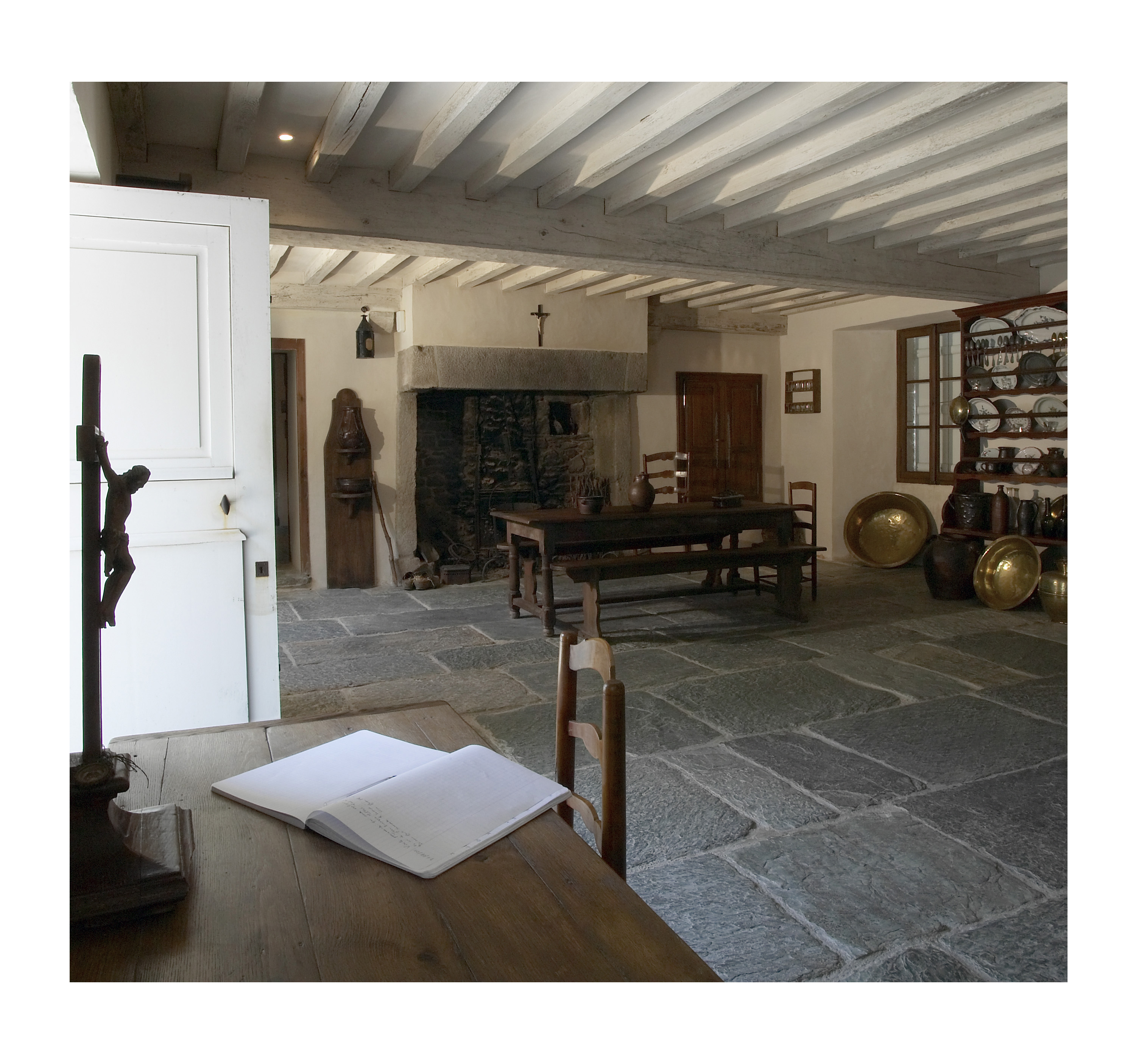
Intérieur de la maison.

Une collection de dessins et de croquis préparatoires permet de percevoir le talent et la technique de l’artiste.
Un film retrace la vie et l’œuvre du peintre.
Un peu plus loin, dans le hameau de Gruchy on retrouve in situ les sources d’inspiration du peintre : La maison familiale, La maison au puits, Le bout du village, Le Rocher du Castel Vendon, L’église de Gréville. Des panneaux reproduisant les œuvres peintes en ces lieux, donnent aux visiteurs la vista de Jean-François Millet. Les véhicules motorisés sont interdits dans les rues de Gruchy.
Une salle d’exposition accueille temporairement des travaux d’artistes, peintres, dessinateurs, graveurs, inspirés par les œuvres de Millet.